# ستيفن بيرس
ستيفن بيرس (بالإنجليزية: Steven Pierce)‏ هو محامي وقاضي وسياسي أمريكي، ولد في 10 أكتوبر 1949. حزبياً، نشط في الحزب الجمهوري. وقد انتخب عضو مجلس نواب ماساتشوستس.